# Hallene Hill
Hallene Hill född 12 september 1876 i Missouri död 6 januari 1966 i Los Angeles Kalifornien, amerikansk skådespelare.

## Filmografi (urval)
- 1965 - Cat Ballou skjuter skarpt
- 1960 - Spartacus
- 1957 - Vampyren
- 1956 - De tio budorden
- 1951 - Golden Girl
- 1949 - En natt med Neptun
- 1948 - Stridsflygare (Fighter Squadron)